# Franz Niedermaier

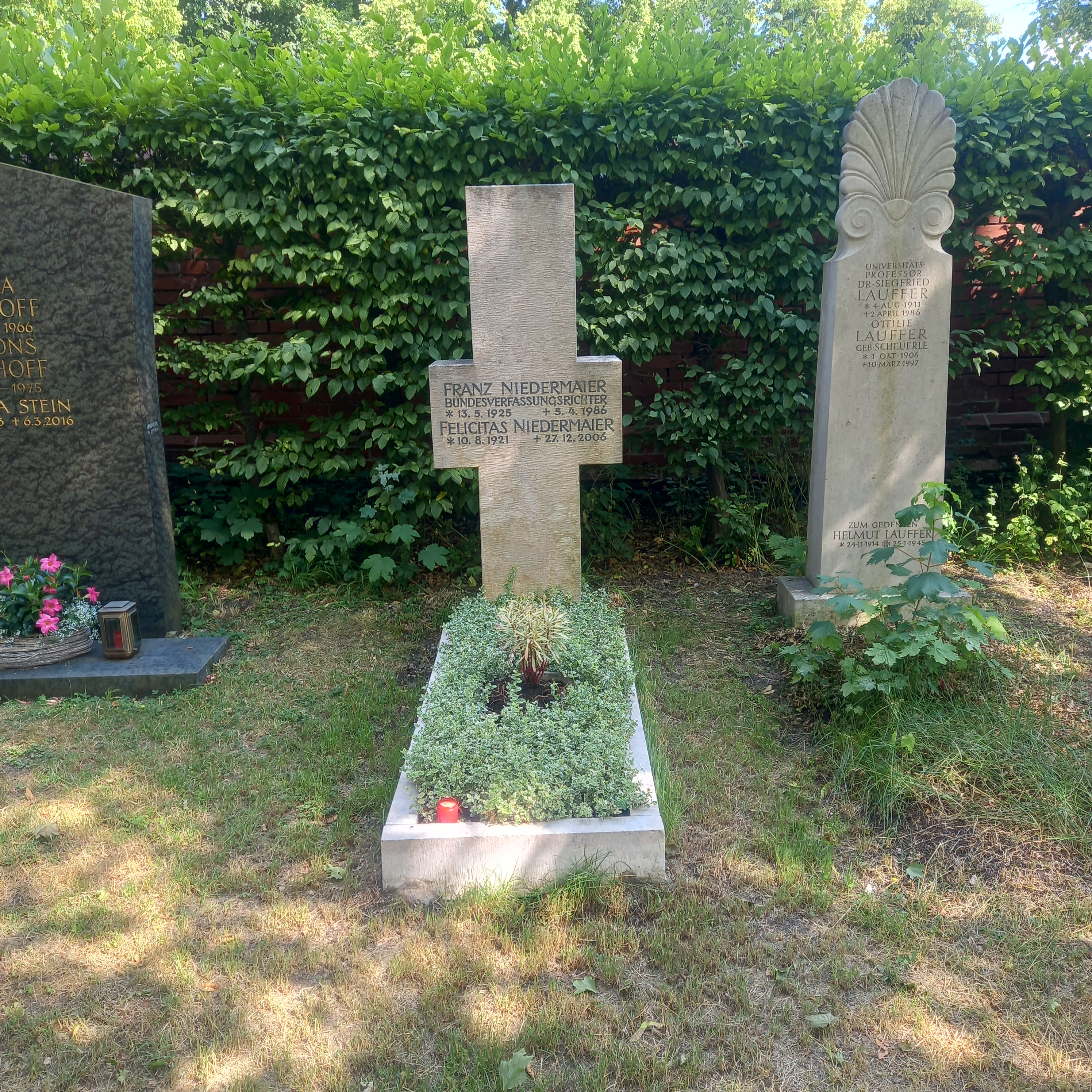
Das Grab von Franz Niedermaier und seiner Ehefrau Felicitas auf dem Nordfriedhof (München)

Franz Niedermaier (* 13. Mai 1925 in München; † 5. April 1986) war ein deutscher Jurist, Richter am Bundesverwaltungsgericht und Richter des Bundesverfassungsgerichts. 

## Leben
Niedermaier war von 1946 bis 1948 im Bayerischen Staatsministerium für Ernährung, Landwirtschaft und Forsten angestellt. 1955 trat er in die bayerische Finanzverwaltung ein. Im Jahre 1961 wurde er zum Verwaltungsrichter ernannt. Zwei Jahre später übernahm er das Amt eines Staatsanwalts beim Bayerischen Verwaltungsgerichtshof. 1966 wurde er an das Bundesverwaltungsgericht berufen, wo ihm 1977 der Vorsitz des 2. Revisionssenats übertragen wurde. Später stand er zusätzlich dem 2. Disziplinarsenat vor. Nach 16-jähriger Tätigkeit am obersten deutschen Verwaltungsgericht wurde er 1983 auf Vorschlag der Union vom Bundestag zum Richter des Bundesverfassungsgerichts gewählt, verstarb jedoch drei Jahre später im Amt.